# Timarc (escultor)

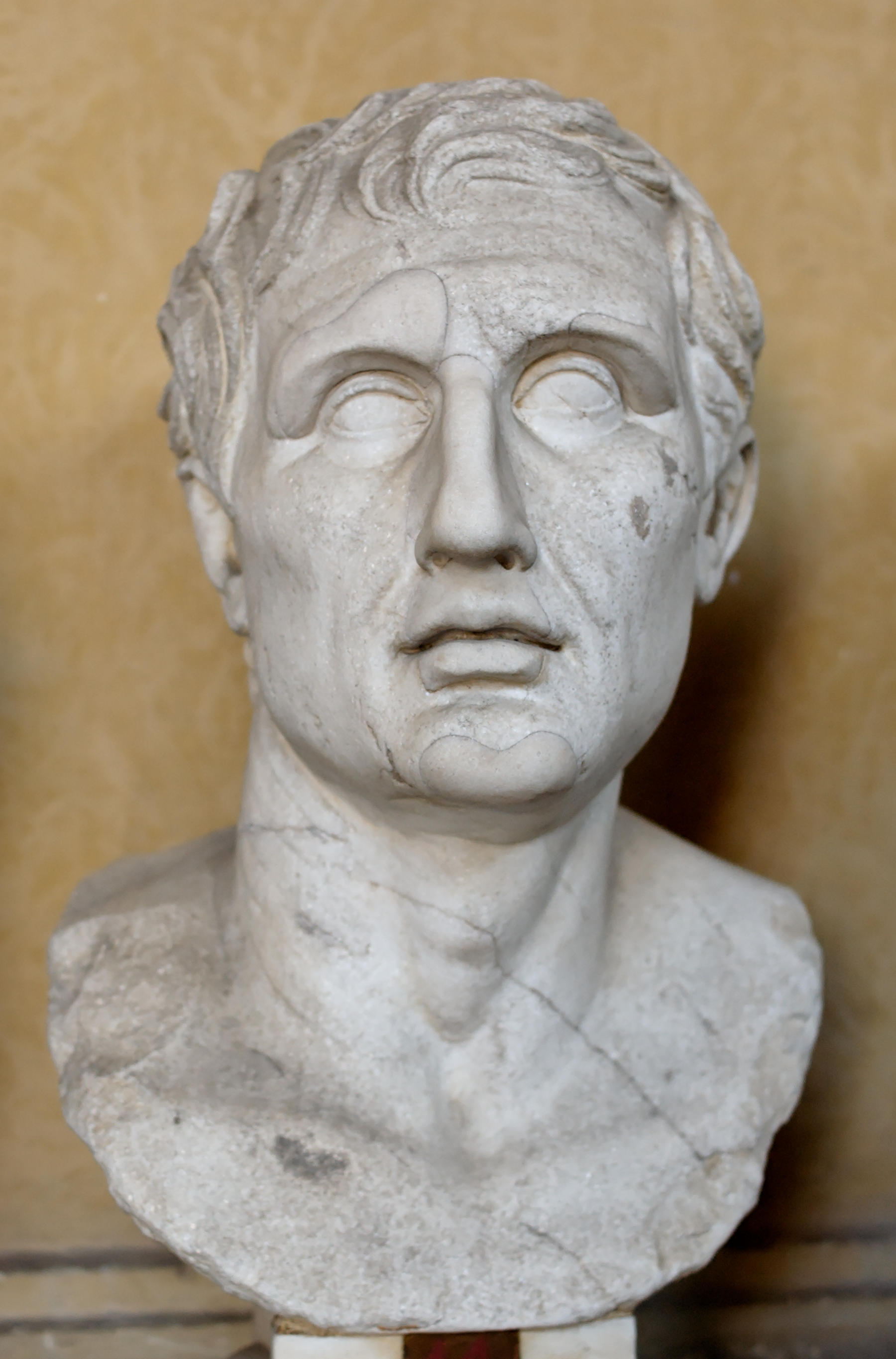
Bust de Menandre, còpia romana del probablement original de Timarc i del seu germà Cefisòdot el Jove. Museu Chiaramonti (Ciutat del Vaticà)

Timarc fou un escultor atenenc de finals del segle iv abans de la nostra era.

## Biografia
Era el menor dels fills de Praxíteles i germà de Cefisòdot el Jove, i molt probablement era net de Cefisòdot el Vell. Plini el Vell situa el seu apogeu en la 121 Olimpíada, és a dir, entre el 296-293 ae.

## Obres
Els texts antics i les inscripcions li atribueixen, amb el seu germà Cefisòdot:
- els retrats de l'orador Licurg i dels seus fills; de Teoxènies, el seu besoncle; del poeta Menandre[4] (a qui s'ha identificat en una sèrie de còpies romanes;[5] i el retrat d'una sacerdotessa d'Atenea, Polias;[6]
- les efígies divines d'Enio (la Discòrdia) del Temple d'Ares d'Atenes, i de l'heroi Cadme a Tebes.[7][8]

Se'l cita en la base inscrita d'una estàtua perduda.